# リストガーデンスクエア

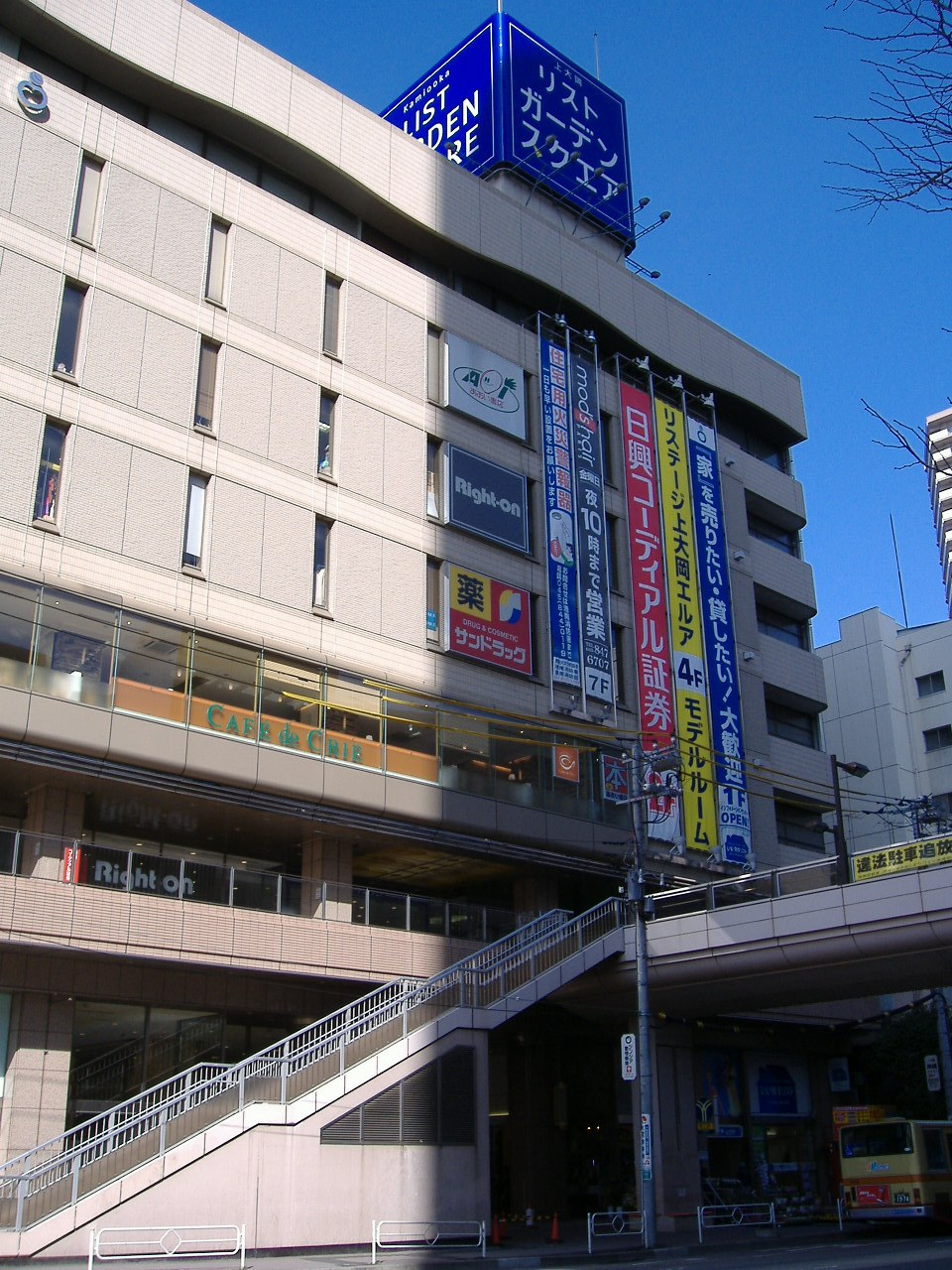
リストガーデンスクエア

リストガーデンスクエアは、神奈川県横浜市港南区の上大岡駅前にあり、リストマネジメント株式会社が運営する商業施設。
完成当初は三越上大岡店が入居していた。しかし、2003年に三越の撤退をはじめ、飲食店などのテナントが売り上げの減少などから相次いで閉店し、一時期はビル全体でも客足が遠のいていた。その後、当ビル南側に再開発ビル「ミオカ」の開業に合わせ新たなテナントの進出などといったリニューアルを行い、2010年4月にmiokaリスト館として再オープンした。

## 沿革
- 1996年 - 上大岡三越エレガンス旧館(長田ビル)の北隣に当ビルが完成。核テナントとして三越が長田ビルより移転し入居した。
- 2001年10月 - 当ビルを運営・管理開始。
- 2003年12月31日 - 三越が閉店
- 2004年4月 - リスト主導の商業施設「リストガーデンスクエア」として再オープン
- 2010年4月 - 「miokaリスト館」として再オープン